# Edmund River
Edmund River är ett vattendrag i Australien. Det ligger i delstaten Western Australia, omkring 890 kilometer norr om delstatshuvudstaden Perth.
Omgivningarna runt Edmund River är i huvudsak ett öppet busklandskap. Trakten runt Edmund River är nära nog obefolkad, med mindre än två invånare per kvadratkilometer. Genomsnittlig årsnederbörd är 327 millimeter. Den regnigaste månaden är januari, med i genomsnitt 108 mm nederbörd, och den torraste är augusti, med 1 mm nederbörd.